# 罗恰足球俱乐部
罗恰足球俱乐部，是乌拉圭罗恰市的一个足球俱乐部。该队成立于1999年，现在参加乌拉圭足球乙级联赛。